# Skały Kaltsteina

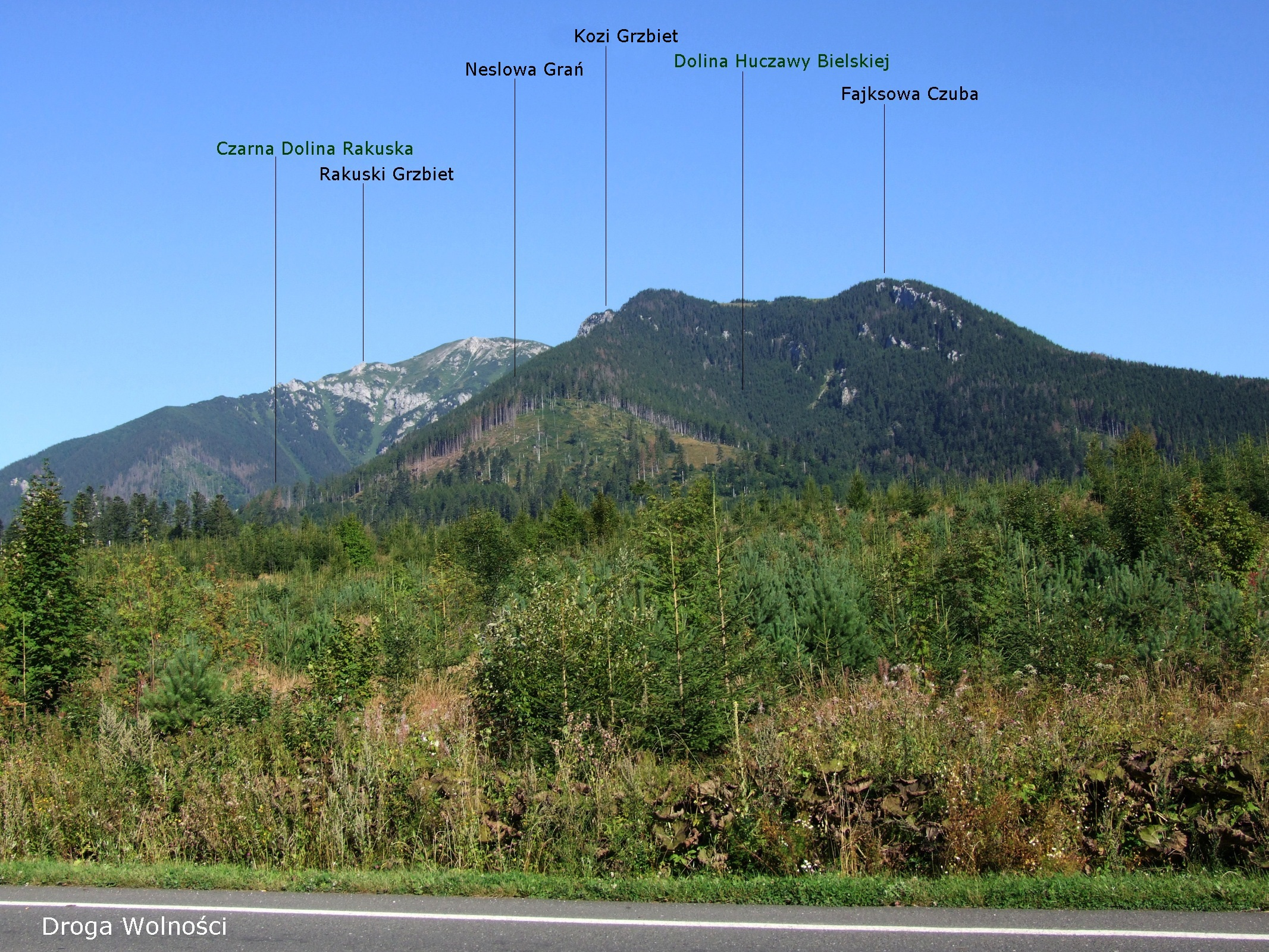
Skały Kaltsteina widoczne w lesie na prawym (patrząc od dołu) zboczu Doliny Huczawy

Skały Kaltsteina (niem. Kaltstein-Wand, słow. Kaltsteinove skaly, węg. Kaltstein-fal) – grupa skał w orograficznie lewym zboczu Doliny Huczawy w słowackich Tatrach Bielskich. Znajdują się poniżej grani opadającej z Fajksowej Czuby do Kobylej Przełęczy. Skały tworzą widoczny z daleka, wznoszący się ponad lasem mur skalny o wysokości do 40 m. Zbudowane są ze skał węglanowych. Niżej na tym samym zboczu znajduje się drugi, równoległy rząd skał, które również nazywają się Skałami Kaltsteina. Taką nazwę nadano im dla uczczenia Augusta Kaltsteina – spiskiego działacza zasłużonego w organizacji i propagowaniu turystyki w Tatrach Bielskich.
W Tatrach Bielskich istnieje jeszcze Ściana Kaltsteina.